# Steinhatchee
Steinhatchee – jednostka osadnicza w Stanach Zjednoczonych, w stanie Floryda, w hrabstwie Taylor.